# Вест-Моберлі-Лейк 168A
Вест-Моберлі-Лейк 168A (англ. West Moberly Lake 168A) — індіанська резервація в Канаді, у провінції Британська Колумбія, у межах регіонального округу Піс-Ривер.

## Населення
За даними перепису 2016 року, індіанська резервація нараховувала 140 осіб, показавши зростання на 47,4%, порівняно з 2011-м роком. Середня густина населення становила 7,2 осіб/км².
З офіційних мов обидвома одночасно не володів жоден з жителів, тільки англійською — 135. Усього 20 осіб вважали рідною мовою не одну з офіційних, з них усі — одну з корінних мов.
Працездатне населення становило 63,2% усього населення, рівень безробіття — 25%.

## Клімат
Середня річна температура становить 2,3°C, середня максимальна – 18,5°C, а середня мінімальна – -17°C. Середня річна кількість опадів – 570 мм.
| Клімат поселення                              | Клімат поселення | Клімат поселення | Клімат поселення | Клімат поселення | Клімат поселення | Клімат поселення | Клімат поселення | Клімат поселення | Клімат поселення | Клімат поселення | Клімат поселення | Клімат поселення | Клімат поселення |
| Показник                                      | Січ.             | Лют.             | Бер.             | Квіт.            | Трав.            | Черв.            | Лип.             | Серп.            | Вер.             | Жовт.            | Лист.            | Груд.            |                  |
| Середній максимум, °C                         | −5,2             | −2,73            | 2,56             | 8,97             | 14,30            | 18,30            | 18,47            | 17,50            | 13,13            | 7,62             | −1               | −5,27            |                  |
| Середня температура, °C                       | −11,07           | −8,61            | −3,32            | 3,09             | 8,43             | 12,41            | 14,53            | 13,55            | 9,16             | 3,66             | −4,95            | −9,2             |                  |
| Середній мінімум, °C                          | −16,96           | −14,49           | −9,21            | −2,8             | 2,54             | 6,54             | 10,56            | 9,60             | 5,20             | −0,29            | −8,91            | −13,18           |                  |
| Норма опадів, мм                              | 36               | 29               | 35               | 27               | 49               | 80               | 86               | 62               | 53               | 37               | 42               | 34               |                  |
| Середньомісячна швидкість вітру, м/с          | 2.41             | 2.44             | 2.68             | 2.86             | 2.90             | 2.72             | 2.50             | 2.34             | 2.55             | 2.81             | 2.54             | 2.45             |                  |
| Середньомісячна сонячна радіація, кДж/м²·день | 2337             | 5235             | 10192            | 15516            | 19214            | 21163            | 20529            | 16929            | 11089            | 5809             | 2696             | 1656             |                  |
| --------------------------------------------- | ---------------- | ---------------- | ---------------- | ---------------- | ---------------- | ---------------- | ---------------- | ---------------- | ---------------- | ---------------- | ---------------- | ---------------- | ---------------- |
| Джерело:                                      |                  |                  |                  |                  |                  |                  |                  |                  |                  |                  |                  |                  |                  |